# La Chaumusse
La Chaumusse is een gemeente in het Franse departement Jura (regio Bourgogne-Franche-Comté) en telt 289 inwoners (1999). De plaats maakt deel uit van het arrondissement Saint-Claude.

## Geografie
De oppervlakte van La Chaumusse bedraagt 10,6 km², de bevolkingsdichtheid is 27,3 inwoners per km².

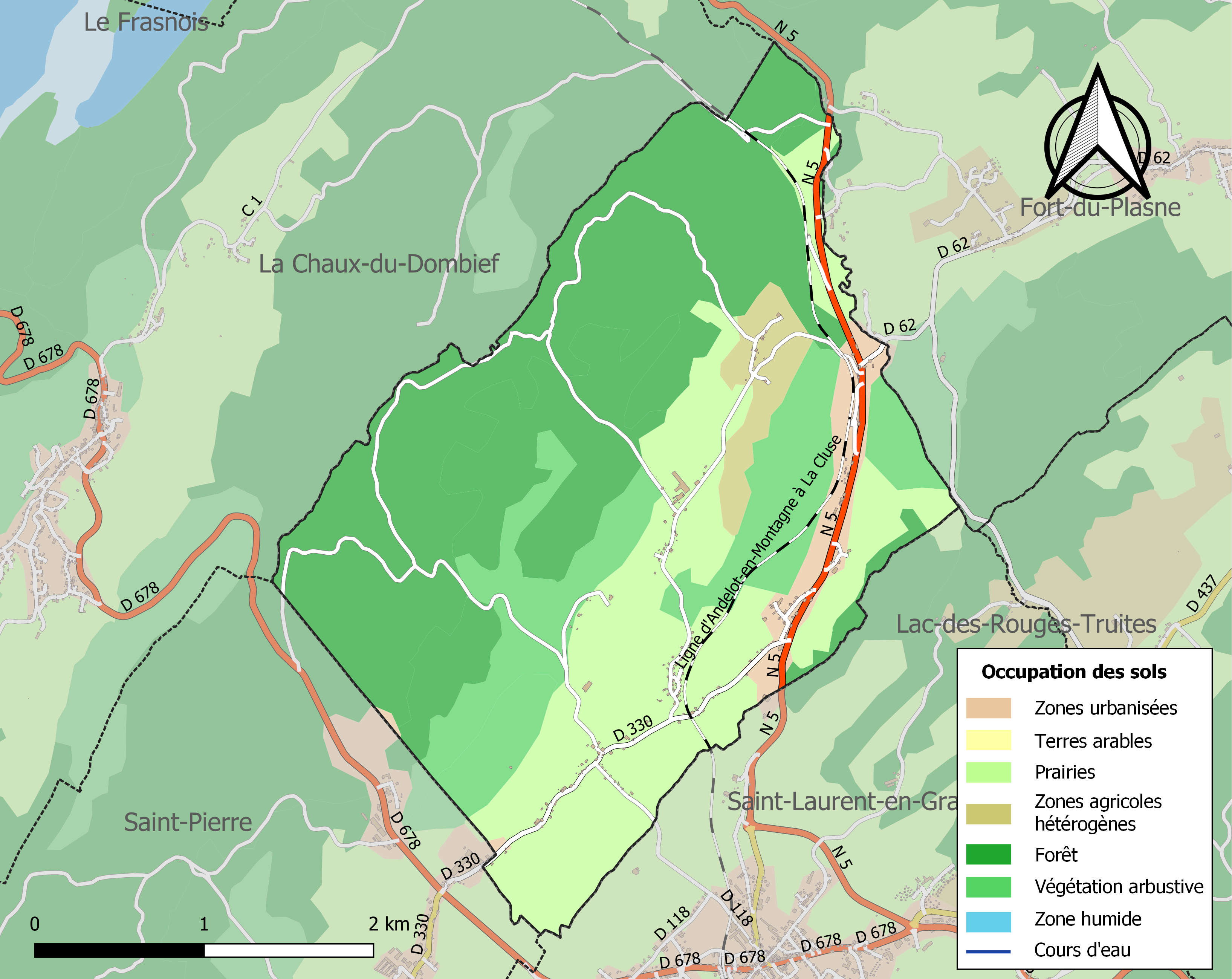
Kaart van de gemeente met de belangrijkste infrastructuur, bodemgebruik en omliggende gemeenten

## Verkeer en vervoer
In de gemeente ligt spoorwegstation La Chaumusse - Fort-du-Plasne.

## Demografie
Onderstaande figuur toont het verloop van het inwonertal (bron: INSEE-tellingen).